# Vilostånd
Vilostånd kallades den tid, under vilken en gruvägare hade tillåtelse att, med behållande av äganderätten till gruva, inställa gruvdriften.
Ansökan om vilostånd jämte uppgift om skälen därför ingavs till bergmästaren, som kunde bevilja vilostånd för högst fyra arbetsår. För att vilostånd skulle kunna beviljas erfordrades, att gruvan var utmålslagd samt arbetsskyldigheten (se försvarsarbete) fullgjord för minst tre år. Förlängt vilostånd kunde beviljas av bergsöverstyrelsen (Bergskollegium, eller från 1858 Kommerskollegium) för ytterligare högst fyra år, varvid dock fordras medgivande av jordägaren.